# Marrita
La marrita es un mineral de la clase de los minerales sulfuros. Fue descubierta en 1904 en el valle de Binn, en el cantón del Valais (Suiza), siendo nombrada así en honor del científico inglés John E. Marr.

## Características químicas
Es un sulfoarseniuro de plomo y plata, derivado del mineral de galena.

## Formación y yacimientos
Es un mineral secundario que aparece de origen hidrotermal en dolomías.
Suele encontrarse asociado a otros minerales como: lengenbachita, rathita, tennantita o sartorita.